# لتوویتسا
لتوویتسا (به صربی: Letovica) یک منطقهٔ مسکونی در صربستان است که در بوجانوواچ واقع شده‌است. لتوویتسا ۱٬۱۲۶ نفر جمعیت دارد.